# Theonella pulchrifolia
Theonella pulchrifolia är en svampdjursart som beskrevs av Arthur Dendy 1922. Theonella pulchrifolia ingår i släktet Theonella och familjen Theonellidae.
Artens utbredningsområde är Indiska oceanen. Inga underarter finns listade i Catalogue of Life.